# Ramón Godinez Flores
Ramón Godinez Flores (* 18. April 1936 in Jamay im Bundesstaat Jalisco; † 20. April 2007) war ein mexikanischer Geistlicher und römisch-katholischer Bischof von Aguascalientes.

## Leben
Ramón Godinez Flores empfing am 25. Oktober 1959 die Priesterweihe für das Erzbistum Guadalajara. 
Am 28. März 1980 wurde er von Johannes Paul II. zum Weihbischof in Guadalajara und zum Titularbischof von Centenaria ernannt. Die Bischofsweihe spendete ihm der Erzbischof von Guadalajara, José Kardinal Salazar López, am 24. Juni desselben Jahres. Mitkonsekratoren waren der Bischof von San Juan de los Lagos, Erzbischof Francisco Javier Nuño y Guerrero, und der Bischof von Zacatecas, Rafael Muñoz Núñez.
Am 18. Mai 1998 wurde er zum Bischof von Aguascalientes ernannt.